# Claude-Auguste Lamy
Claude Auguste Lamy (15 de junio de 1820 – 20 de marzo de 1878) fue un químico francés (Universidad de Lille, Limoges, París), descubridor del elemento talio independientemente de William Crookes en 1862.